# Zjednoczone Emiraty Arabskie na Letnich Igrzyskach Paraolimpijskich 2004
Zjednoczone Emiraty Arabskie na Letnich Igrzyskach Paraolimpijskich 2004 w Atenach reprezentowało 10 zawodników (wyłącznie mężczyzn). Zdobyli oni jedno złoto, jedno srebro i dwa brązy, a pierwszym mistrzem paraolimpijskim z tego kraju został Mohamed Khamis Khalaf. Był to czwarty start drużyny ZEA w tej imprezie sportowej.

## Zdobyte medale
| Medal  | Sportowiec            | Dyscyplina           | Konkurencja            |
| ------ | --------------------- | -------------------- | ---------------------- |
| Złoto  | Mohamed Khamis Khalaf | podnoszenie ciężarów | do 82,5 kg             |
| Srebro | Mana Abdulla Sulaiman | lekkoatletyka        | pchnięcie kulą (F32)   |
| Brąz   | Ali Qambar Al-Ansari  | lekkoatletyka        | bieg na 400 m (T37)    |
| Brąz   | Mohamed Bin Dabbas    | lekkoatletyka        | rzut dyskiem (F33-F34) |

## Wyniki

### Lekkoatletyka
- Khamis Masood Abdullah – pchnięcie kulą F33-F34, 7. miejsce (9,80 m, 927 punktów)[2].
- Ali Qambar Al-Ansari
  - bieg na 100 m T37 – 6. miejsce w finale (12,63 s)[3],
  - bieg na 200 m T37 – 4. miejsce w finale (25,14 s)[4],
  - bieg na 400 m T37 – 3. miejsce w finale (55,53 s)[5].
- Ayed Alhababi – bieg na 100 m T53, 8. miejsce w finale (16,11 s)[6].
- Humaid Al-Mazam
  - rzut dyskiem F54 – 7. miejsce (23,10 m)[7],
  - rzut oszczepem F52-F53 – 5. miejsce (16,23 m, 1016 punktów)[8].
- Jasim Al-Naqbi
  - bieg na 100 m T54 – 6. miejsce w biegu eliminacyjnym (15,18 s)[9],
  - bieg na 200 m T54 – 7. miejsce w biegu eliminacyjnym (27,86 s)[10].
- Juma Salem Ali
  - rzut dyskiem F33-F34 – 8. miejsce (17,00 m, 873 punkty)[11],
  - pchnięcie kulą F33-F34 – 12. miejsce (5,36 m, 536 punktów)[2].
- Mohamed Bin Dabbas – rzut dyskiem F33-F34, 3. miejsce (35,81 m, 868 punktów)[11].
- Ahmed Hassan
  - bieg na 100 m T36 – 5. miejsce w finale (12,79 s)[12],
  - bieg na 200 m T36 – 7. miejsce w finale (26,62 s)[13],
  - bieg na 400 m T36 – 7. miejsce w finale (1:01,56)[14].
- Mana Abdulla Sulaiman – pchnięcie kulą F32, 2. miejsce (7,18 m)[15].

### Podnoszenie ciężarów
- Mohamed Khamis Khalaf – do 82,5 kg, 1. miejsce (217,5 kg)[16].